# Cuenca hidrográfica del Llobregat
La cuenca hidrográfica del Llobregat se compone del río homónimo con los tributarios mayoritarios Cardener y Noya, que se le unen en el margen derecho. En la zona de cabecera tienen una alta proporción de rieras. Otros afluentes, por el margen izquierdo, son los ríos Arija, Mergançol, Cornet y Calders.
La cuenca hidrográfica del Llobregat cae en la jurisdicción de la Agencia Catalana del Agua (ACA) y es una de las cuencas más explotadas de Cataluña. Tiene una alta presión antrópica dada la densa población que la coloniza (más de 3 millones de personas en sus 4.948 km² de área). La alta modificación incluye tres presas en toda la cuenca, La Baells, en el propio río homónimo, Llosa de Cavalls y Sant Ponç en el tributario Cardener.

## Presiones antrópicas
La comarca del Bajo Llobregat está muy densamente poblada. Las ciudades que la forman tienen acceso a la combinación de agua del propio río Llobregat y del Ter. En el delta persiste la agricultura, actividad que solo se concentra en dos puntos del cauce medio por Cardona y San Fructuoso de Bages.
Aparte de los tres embalses, a lo largo de la cuenca se encuentran 106 estaciones hidroeléctricas y 96 puntos de extracción de agua que comportan un alto control sobre el caudal del agua.
Otro efecto importante sobre la cuenca es el de la alta salinidad. En el cauce alto de la cuenca se concentran minas de sal que, por vía de las escombreras a cielo descubierto, permiten que la escorrentía sale las rieras y tributarios del río principal.

## Geología y clima
La cuenca hidrográfica del Llobregat es de geología mixta, sedimentaria-volcánica en el curso alto pasando a sedimentaria en la boca.
La cabecera se encuentra en un clima perhúmedo, el cauce medio pasa a régimen subhúmedo y la boca tiende a tener una climatología mediterránea-semiárida.

## Biología
Debido al efecto de las presiones antrópicas mencionadas anteriormente, como por ejemplo la polución y eutrofización, por regla general se observa una reducción de diversidad a lo largo de la cuenca, menos en el caso de las diatomeas. Las comunidades de organismos reflejan los rasgos físico-químicos de la cuenca.

## Química
El tramo final de la cuenca se caracteriza por una alta DQO, y la composición química parece complicar el cumplimiento de la Directiva Marco del Agua (DMA).
Las aguas de los ríos de la cuenca del Llobregat se caracterizan por una muy alta proporción de cloruros, sulfatos, y aniones de calcio y sodio. Las concentraciones de nitrato, que se presentan de entre 1 y 10 mg/L, señalan al riesgo de eutrofia que corre la cuenca.

## Salinidad
La cuenca del Llobregat se caracteriza por una alta salinidad. Esta puede ser debida a rieras naturalmente saladas, como la riera de Saldes y la riera Gavarresa, o bien puede ser producto de la actividad humana. Estos últimos, generados por la escorrentía que genera la precipitación sobre escombreras salinas de las actividades de minería, pueden generar puntos con una salinidad hasta 20 veces superior a la que se registra en el mar, por ejemplo en la riera Soldevila a raíz del emisor salino de Sallent. Dichas escorrentías influyen también en los acuíferos que se encuentran parcialmente salinizados y todo ello provoca el incumplimiento de la Directiva Marco del Agua (DMA).